# Restár Sándor
Restár Sándor (Budapest, 1952. május 11. – 2018. november 26.[forrás?]) magyar költő, irodalom- és jazzkritikus. 

## Életpályája
1971-1990 között volt népművelő, víz- és gázszerelő, könyvtáros, hegesztő, karbantartó, járdaseprő, éjjeliőr, a rendszerváltás után szellemi szabadfoglalkozású. Sokáig szülőhelyén, Pestimrén élt és alkotott, de élete második felében hosszú időn át lakott a Józsefvárosban is, ahol a 2000-es évek elején Tűzfalak árnyékában címmel irodalmi kört szervezett és vezetett a Józsefvárosi Családsegítő Szolgálat támogatásával, majd Minden, ami irodalom címmel klubfoglalkozásokat tartott pszichiátriai betegek számára a Szigony Közösségi Házban.

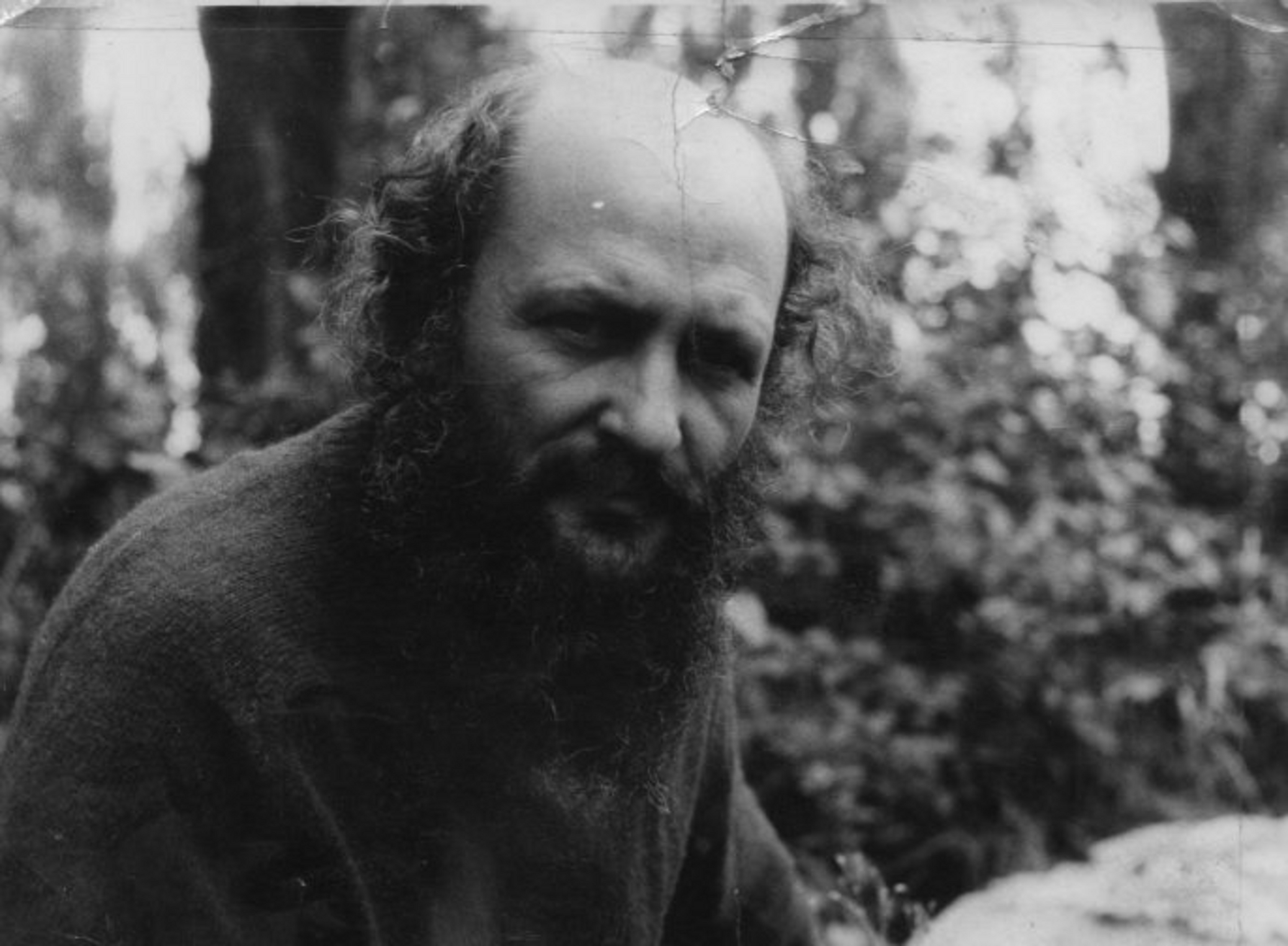

Életéről a Magyar Napló 2007. szeptemberi számában, Kondor Péter: "Ha borbély volnék, biztosan fej nélkül születnének az emberek!" címmel vele készített interjújában mesélt részletesebben. 

## Munkássága
Verseit 1976-tól az országos és megyei napilapok mellett többek között az Árgus, a Bárka, az Egyetemi Lapok, az Élet és Irodalom, a Hitel, Az irodalom visszavág, az Ifjúsági Magazin, a Kapu, a Kortárs, a Lyukasóra, a Magyar Fórum, a Magyar Ifjúság, a Magyar Napló, az M–Szivárvány, a Napút, a Palócföld, a Parnasszus, a Polisz, a Somogy, az Új Tükör és a Vigília közölte. Novellái az Élet és Irodalomban, a Hitelben, a Magyar Naplóban, a Nemzeti Sportban és a Poliszban jelentek meg. 
Fiatal költőként több versantológiában szerepelt (Kód, Tűzpróba, ARS, Állóháború), költeményei később más gyűjteményes kötetekben is helyet kaptak (Élet és Irodalom antológia 1995, Szép versek 1996, Hét évszázad magyar költői, Az év versei 2004).
Irodalmi kritikáit és könyvrecenzióit – mások mellett Döbrentei Kornél, Gion Nándor, Kun Árpád, Munkácsi Miklós, Müller Péter, Nagy László, Ottlik Géza, Szilágyi Domokos és Tolnai Ottó műveiről – 1979-1984 között a Magyar Ifjúságban és a Kritikában, 1991-ben a Stádiumban, 1996-1999 között az Árgusban jelentette meg.  
Dzsessz tárgyú írásait a Magyar Ifjúság adta közre 1979 és 1983 között. Koncertbeszámolói sorában elsők között adott hírt több később világhírűvé vált fiatal magyar jazz muzsikus, az akkor pályakezdő és frissen végzett jazztanszakos Binder Károly, Dresch Mihály vagy Tony Lakatos fellépéseiről. Könyv- és lemezkritikái mellett interjút készített többek között Binder Károllyal, Regős Péterrel, Szigeti Péterrel, Szabados Györggyel és Vajda Sándorral.

## Művei
- Az álom szerkezete (versek, 1983)
- Kelet-európai térzene (versek, 1990)[2][3]
- A folytonosság fekete doboza (1995)[4][5]
- Gályamódosítás – apolitikus versek 1968-1990 (1997)
- Mozgástanulmányok (1999)
- Kölcsönkért alázat (válogatott versek 1968-1999) (2002)[6]
- Az utolsó villamoskalauz (gyermekversek, 2004)
- Férges gyümölcsösömben. Hátrahagyott írások; szerk. Restár Milán, Mezey Katalin; Széphalom Könyvműhely, Bp., 2021

## Díjai, elismerései
- A  Magyar Érdemrend lovagkeresztje polgári tagozata (2012) – A magyar versnyelv költői szerkezetre is kiható frissítéséért, irodalmi munkássága elismeréseként.[7][8]